# Кутник столярний

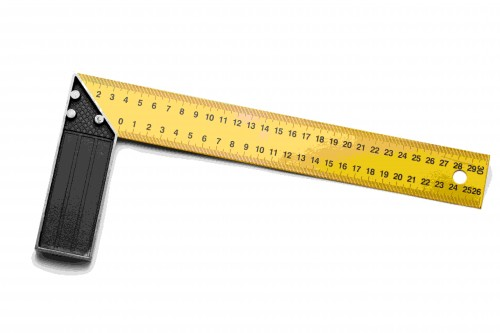
Кутник столярний

Кутник столярний — столярний інструмент, який використовується для розмітки та відліку  кута 90°. Кутники широко використовуються в деревообробці, металообробці, будівництві та кресленні. Інструмент використовується для проведення ліній під прямим кутом до основи чи базової крайки, або для перевірки прямого кута. Деякі кутники мають шкалу для вимірювання відстаней (лінійку) або для обчислення кутів.
Раніше їх традиційно виготовляли з дерева. Зараз більш поширені металеві кутники. Він складається з товстої частини, яку називають колодкою, або п'яткою, і тонкої лінійки, яка називається пером. Обидва частини кутника розташовані під фіксованим кутом 90 градусів, перпендикулярні одна до одної. Перо щонайменше вдвічі довше за колодку і градуйоване, часто в міліметрах або сантиметрах. Прикладання кутника його товстішою частиною (колодкою) до базового краю основи  гарантує зручне прикладання і його фіксацію на ній. 

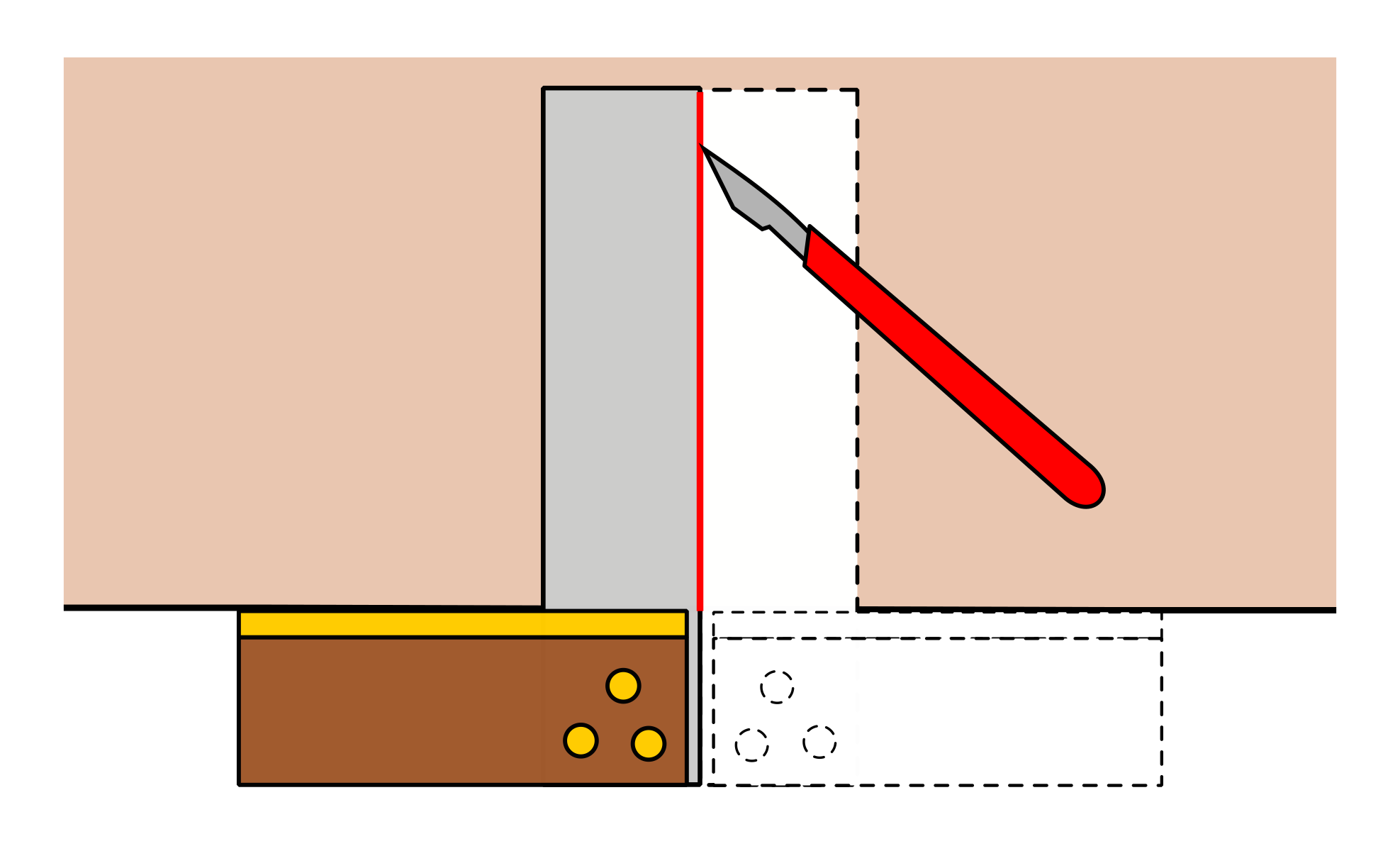
Перевірка кутника

Перед використанням кутника його перевіряють, особливо якщо він новий, щойно придбаний. Для перевірки використовують заготовку або брус із заздалегідь перевіреною базовою крайкою до якої прикладають кутник і проводять лінію, перевертають кутник на іншу сторону і знову проводять лінію в тому ж місці.  
Якщо накреслена лінія однакової товщини, то кутник має прямий кут і його можна використовувати.
Якщо потрібно накреслити лінію під кутом 45°, то користуються спеціальним типом кутника, перо якого має нахил під кутом 45°. Такий кутник називається єрунок. Використовується так само, як і кутник. Якщо краї деталей мають інший кут, то використовують іншу версію кутника — з рухомим пером — малку.